# 第5期本因坊戦
第5期本因坊戦（だい5きほんいんぼうせん）は、第4期本因坊戦終了後の1948年1月に開始され、1950年3月から行われた岩本薫和本因坊と挑戦者橋本宇太郎による七番勝負で、橋本が4勝0敗で2度目の本因坊位を獲得した。この第5期から、予選トーナメントを経て、挑戦者決定リーグ、挑戦手合七番勝負へ進むという、その後の本因坊戦の仕組みが定着し、また掲載紙の毎日新聞では七番勝負の観戦記を作家が執筆するのが慣例となった。また、橋本の本因坊獲得は、その後の関西棋院独立の大きな後押しとなった。

## 方式
- 参加棋士 : 日本棋院（関西棋院を含む）の棋士の五段以上。
- 五段級予選、六・七段級予選の勝ち抜き者4名と、八段位3名の、計7名による挑戦者決定リーグ戦を行う。
- コミは4目半。
- 持時間は、リーグ戦は各10時間、挑戦手合は各13時間。

## 結果
高橋重行、梶原武雄、鈴木憲章（越雄）、酒井通温が勝ち抜き。
林有太郎、長谷川章、高川格、鈴木憲章が勝ち抜き。
藤沢庫之助九段（1949年に昇段）、木谷實八段、橋本宇太郎八段の3名に、予選勝ち抜き者4名を加えた7名によるリーグ戦が行われた。前年に九段に上った藤沢庫之助に十番碁を申し込んでいた橋本は、その藤沢に先番で勝ち、高川に1敗して5勝1敗で挑戦者となった。
第1、2局は日本棋院、第3、4局は大阪の関西棋院で行われ、挑戦者の橋本宇太郎が4連勝し、第3期に岩本に奪われた本因坊位を奪還した。
 （△は先番）
観戦記は、第1局は火野葦平、第3、4局は京大の貝塚茂樹、高坂正顕が執筆した。
この後、7月に毎日新聞社主催で橋本新本因坊と、呉清源による三番碁が打たれ、呉が3連勝した。並行して呉と橋本の十番碁も読売新聞で開始された。
また、この第5期本因坊の就位式において日本棋院理事長津島寿一が、これまでに1期2年だったのを次期から1期1年とすると発言し、これを橋本が了解していなかったために関西棋院は激しく反発し、日本棋院からの独立を決定的なものにした。

## 対局譜
布石で黒は5の点に飛びたいが、そうすれば白に右辺に開かれる。そこで黒1（19手目）に様子を見たのが橋本らしい才気溢れる手で、さらに黒3まで打って5に打ち、白は6に手を戻さざるを得ず、黒は右辺7のツメに回った。続いて黒は右下17、19と稼ぎ、白が厚くなると左下黒21と守った。しかしこの21は不急の手で、右辺aなどと打っていれば黒が相当であった。白40から激しい戦いになるが、左辺の白のシノギの手順でミスが出て黒が優勢となる。最後は中央の白の大石が死に、209手まで黒中押勝ちして橋本は面目を保った。
七番勝負で貝塚茂樹、高坂正顕は熱心に観戦し、高坂は岩本が苦吟する姿を見て「棋譜になってしまえば対局中の深刻な趣きは殆ど失われる。対局中は一手一手が危機の突破であり創造であり、問題的な未来であるのに、棋譜ではそれが解決された過去になり、確定された境位に変ずるからである。ベルグソンの言う通り時間は生の飛躍であり、過去になった時間はもはや時間ではない。実際の切羽詰った観は棋譜ではうかがい難い。」と観戦記で書いて読者に感銘を与えた。また、毎日新聞囲碁欄の棋譜は、従来盤面の上と横に「いろは」「和数字」が記されていたが、この1950年から洋数字に変わった。